# Tricia Stumpf
Tricia Stumpf (ur. w 1970 roku) – amerykańska skeletonistka, dwukrotna medalistka mistrzostw świata.

## Kariera
Karierę sportową rozpoczęła od narciarstwa alpejskiego. W latach 90' zainteresowała się skeletonem, a 27 listopada 1999 roku w Calgary zadebiutowała w zawodach Pucharu Świata, zajmując ósme miejsce. Pierwszy raz na podium zawodów tego cyklu stanęła 9 grudnia 2000 roku w Igls, gdzie była trzecia. W zawodach tych wyprzedziły ją tylko Alex Coomber z Wielkiej Brytanii oraz Niemka Steffi Hanzlik. W kolejnych startach jeszcze jeden raz stanęła na podium: 16 grudnia 2000 roku w La Plagne była druga za Coomber. W klasyfikacji generalnej sezonu 2000/2001 zajęła czwarte miejsce. W 2000 roku wystąpiła na mistrzostwach świata w Igls, zdobywając brązowy medal. Uplasowała się tam za Hanzlik i Mellisą Hollingsworth z Kanady. Wynik ten powtórzyła na rozgrywanych rok później mistrzostwach świata w Calgary, gdzie ulega tylko Szwajcarce Mai Pedersen-Bieri i Alex Coomber. Nigdy nie wystąpiła na igrzyskach olimpijskich.
W 2004 roku zawarła związek małżeński ze swoją partnerką, biathlonistką Joan Guetschow.